# Nedra Lamloum
Nedra Lamloum (arabe : نادرة لملوم) est une actrice tunisienne, notamment connue pour avoir joué le rôle de Jamila dans la série télévisée Pour les beaux yeux de Catherine.

## Filmographie

### Cinéma
- 2002 : Satin rouge de Raja Amari : Hela
- 2002 : Poupées d'argile de Nouri Bouzid

### Télévision

#### Séries
- 2001 : Ryhana de Hamadi Arafa : Zeineb
- 2003 : Ikhwa wa Zaman de Hamadi Arafa : Rym
- 2005 : Chara Al Hobb de Hamadi Arafa : Najoua (journaliste)
- 2006 : Nwassi w Ateb d'Abdelkader Jerbi (invitée d'honneur de l'épisode 4) : la mère de Ghada
- 2007 : Kamanjet Sallema de Hamadi Arafa : Narjes
- 2008 : Sayd Errim d'Ali Mansour : Sabeh
- 2008 : Choufli Hal (invitée d'honneur de l'épisode 23 de la saison 4) de Slaheddine Essid : Mme Chrysos (patiente du Dr Slimane Labiedh)
- 2009 : Aqfas Bila Touyour (ar) d'Ezzeddine Harbaoui : Khaoula
- 2010-2011 : Nsibti Laaziza (invitée d'honneur des épisodes 7 et 10 de la saison 1 et de l'épisode 5 de la saison 2) de Slaheddine Essid : Mme Mounira
- 2012 : Pour les beaux yeux de Catherine de Hamadi Arafa : Jamila[1]
- 2013 : Njoum Ellil (saison 4) de Mehdi Nasra : Fatma
- 2013 : Yawmiyat Imraa de Khalida Chibeni : Dalila Ouni
- 2015-2020 : Awled Moufida de Sami Fehri : Latifa[2]
- 2018 : 7 sbaya de Khalfallah Kholsi sur Attessia TV
- 2021 : Terka (Héritage) de Ghazi Amri : Aïcha
- 2025 : Oued El Bey de Raouia Marmouch[3]

#### Téléfilms
- 2004 : Tin El Jebel d'Ali Mansour